# Бартым (Берёзовский район)
Бартым — деревня в Берёзовском районе Пермского края. Входит в состав Берёзовского сельского поселения.
Возле деревни Бартым многократно находили клады: в 1925, 1947, 1949 И 1950 годах - к северу от деревни, а потом в 1951, 1952 и 1957 годах - к юго-западу от древнего селища. На месте слияния рек Бартым и Шаква, вероятно, было торговище, где проезжие зарывали своё имущество, получая взамен расписки, которыми могли рассчитаться на Вишере и Печоре.

## Географическое положение
Расположена на реке Бартым (левый приток реки Шаква), к северо-востоку от райцентра, села Берёзовка.

## Население
| 2010 |
| ---- |
| 55   |

## Улицы
- Заречная ул.
- Сосновая ул.
- Центральная ул.

## Селище и палеогенетика
На правом берегу реки Бартым в восточной части деревни Бартым находятся Бартымские селища, могильник и клады неволинской культуры. У представителя неволинской культуры Bartym3/Bartim16/B из Бартыма (428—591 гг., Phase II) определили Y-хромосомную гаплогруппу R1b-M269 и митохондриальную гаплогруппу U4d2.

## Топографические карты
- Лист карты O-40-91 Усть-кишерть. Масштаб: 1 : 100 000. Состояние местности на 1980 год. Издание 1987 г.